# Traité d'Elche
Le traité d'Elche est un accord réalisé entre les royaumes de Castille et d'Aragon en 1305 à Elche, dans lequel on révisait les frontières fixées un an auparavant dans la Sentence arbitrale de Torrellas. 

## Présentation
Les modifications de frontières se firent dans les territoires conquis entre 1296 et 1300 par Jacques II d'Aragon dans le royaume de Murcie, dépendant de la Castille. La principale modification par rapport au Traité de Torrellas fut la remise de la cité de Carthagène à la Castille.